# Margarida Fonseca Santos
Margarida Fonseca Santos (Lisboa, 29 de Novembro de 1960) é uma escritora, professora, música, compositora, formadora e dramaturga portuguesa. Escreveu já mais de uma centena de livros em língua portuguesa, entre ficção, literatura infantojuvenil e não-ficção (ver Obra).

## Biografia
Começou a escrever em 1993. Estudou Escrita Criativa, Escrita para Teatro, Guionismo e Curta-Metragem.
Terminou o Curso Superior de Piano no Conservatório Nacional de Lisboa. Foi professora de Pedagogia e de Formação Musical em várias escolas, nomeadamente na Escola Superior de Música de Lisboa, entre 1990 e 2005.
Em 2005 deixa a ESML para se dedicar à escrita, dinamizando oficinas de escrita criativa, escrita para teatro e escrita para crianças e jovens, nomeadamente na Faculdade de Ciências Sociais e Humanas da Universidade Católica], na Restart e EC.ON Escrita Criativa Online.
Tem vários livros publicados, sendo a maioria na área do infantojuvenil, estando mais de metade destes livros incluídos no Plano Nacional de Leitura.
Margarida Fonseca Santos é uma autora agenciada pela Bookoffice.

## Prémios
- 1996, venceu o Prémio Nacional de Conto Manuel da Fonseca[1] com «O Degrau de Cima».
- 1996, Prémio Revelação em Ficção APE/ IPLB com o livro Uma Pedra Sobre o Rio.
- Prémio Literário Manuel Teixeira Gomes com o livro O N.º 11 (2007/2008).
- Menção Honrosa no Prémio Literário Orlando Gonçalves[2] com o livro de contos Fragmentos.

## Obra
Escreve regularmente para teatro, tanto para crianças como para adultos, de onde se destacam as peças Sobre Matemática, O Navio dos Rebeldes, António, Bispo do Porto e A Filha Rebelde (adaptação).
É autora do manual de escrita criativa Escrita em Dia (Clube do Autor, 2013) e Razões para Escrever (2019, Nós na Linha). É coautora da colecção «7 irmãos» (com Maria João Lopo de Carvalho), da colecção «As Aventuras de Colombo» (com Maria Teresa Maia Gonzalez) e da colecção «Fábulas a Três Mãos» (com Rita Vilela e Maria Teresa Maia Gonzalez). Tem dois livros de canções para crianças publicados: Histórias de Cantar (Juventude Musical Portuguesa, 2005 – esgotado) e O Segredo da Floresta (Genius y Meios, 2011).
Dos romances publicados destacam-se Uma Pedra sobre o Rio (Oficina do Livro, 2010), De Nome, Esperança (Oficina do Livro, 2011), Deixa-me Entrar na tua Vida (Clube do Autor, 2012), sendo o seu mais recente romance De Zero a Dez] (Clube do Autor, 2014).
Colaborou com o Suplemento de Educação do Jornal de Letras, Artes e Ideias, com um conto a cada edição.
É responsável pelo blogue Histórias em 77 palavras (escrita criativa,).
É responsável pelo projeto Re-Word-It (escrita, leitura e treino da atenção e memória).

### Ficção para adultos
- Uma Pedra Sobre o Rio (1999, Difel; reedição na Biblioteca Prestígio do jornal Diário de Notícias. Prémio Revelação da APE/IPLB, 1996)
- Escrito a Lápis (2001, Difel)
- O Degrau de Cima (2001, Garrido Editores)
- «Mais poste, menos poste» (2004, Padrões Culturais Editora. Conto inserido na coletânea «Margens – Outros de nós» da revista Cais)
- Começar de Novo, (2008, Oficina do Livro)
- O N.º 11 (2008, Ed. Colibri e C.M. de Portimão, Prémio Literário Manuel Teixeira Gomes)
- Histórias para Contar Consigo (2008, Oficina do Livro, em coautoria com Rita Vilela)
- Brincar com Coisas Sérias (2010, Oficina do Livro, em coautoria com Rita Vilela)
- De Nome, Esperança (2011, Oficina do Livro)
- Deixa-me Entrar na tua Vida(2011, Clube do Autor)
- De Zero a Dez (2014, Clube do Autor)

### Ficção para adolescentes
- A cegonha quer… mas não manda! (2001, teatro. Disponível para download aqui).
- Será que tudo me acontece por acaso? (2003, Editorial Presença)
- O primeiro ano de uma escola fantástica (2004, Editorial Presença, 1ª edição; reedição: 2013)
- O segundo ano da nossa escola fantástica (2004, Editorial Presença; reedição em 2013)
- O livro misterioso (2005, Editorial Presença)
- O terceiro ano da nossa escola fantástica (2005, Editorial Presença)
- Encruzilhada no tempo (2006, Editorial Presença)
- Temos mesmo de esperar até segunda-feira (2006, Editorial Presença)
- O Aprendiz de Guerreiro – O Reino de Petzet (2007, Editorial Presença; reedição: 2013)
- O Nosso Clube de Teatro (2008, Editorial Presença)
- Um Passo em Frente – O Reino de Petzet (2008, Editorial Presença; reedição 2013
- O Combate Final – O Reino de Petzet (2008, Editorial Presença; reedição: 2013)
- Coleção «Génios do Mundo» (Zero a Oito): Einstein, Beethoven, Marie Curie e Pasteur (2008); Sócrates, Galileu, Shakespeare, Picasso (2009)
- Reconstruir as Lendas – Petzet (2009, Trinta por uma linha)
- Avançar na Sombra – Petzet (2010, Trinta por uma linha)
- Saber ao Certo (2012, Estampa; design Francisca Torres)
- Bicicleta à Chuva (2015, 20|20) Coleção «A Escolha é Minha»
- À Sombra da Vida (2015, 20|20) Coleção «A Escolha é Minha»
- Reconstruir os dias (2016, 20|20) Coleção «A Escolha é Minha»
- Está nas Tuas Mãos (2016, 20|20) Coleção «A Escolha é Minha»
- Ser Quem Sou (2017, 20|20) Coleção «A Escolha é Minha»
- Sem Rede (2017, 20|20) Coleção «A Escolha é Minha»
- A Caixa da Gratidão (2018, 20|20, Fábula) Coleção «A Escolha é Minha»

### Ficção para pré-adolescentes
- Há dias assim... (2002, Garrido Editores; ilustrações de Carla Nazareth)
- O Peixe Azul (2004, Editorial Presença)
- Um Pombo Chamado Colombo (2007, Editorial Presença, em coautoria com Maria Teresa Maia Gonzalez; ilustrações de Inês do Carmo)
- Missão quase impossível, (2007, Editorial Presença, em co-autoria com Maria Teresa Maia Gonzalez; ilustrações de Inês do Carmo)
- Prémio Asa de Prata (2007, Editorial Presença, em co-autoria com Maria Teresa Maia Gonzalez; ilustrações de Inês do Carmo)
- Ao encontro do Brasil (2007, Sete Caminhos; Teatro)
- Um quadro falador (2007, Sete Caminhos; Teatro)
- 7x25 – Histórias da liberdade (2008, Gailivro; ilustrações de Inês do Carmo)
- O Boião Mágico (Editorial Verbo, 2009, colecção «Terra Verde», ilustrações de Paulo Monteiro; 2013, Editorial Presença)
- O nó dos livros (2009, Trinta por uma linha, ilustrações de Gabriela Sotto Mayor)
- Maria, os Segredos da Irmã Mais Velha (2009, Oficina do Livro, em coautoria com Maria João Lopo de Carvalho)
- Miguel nunca Desiste (2009, Oficina do Livro, em coautoria com Maria João Lopo de Carvalho)
- Mónica, a Maria-rapaz (2009, Oficina do Livro, em coautoria com Maria João Lopo de Carvalho)
- 7x1910 - Histórias da República (2010 Gailivro, ilustrações de Inês do Carmo)
- Maria Atravessa o Atlântico (2010, Oficina do Livro, em co-autoria com Maria João Lopo de Carvalho)
- Mariana e Manuel, Gémeos em Sarilhos (2010, Oficina do Livro, em co-autoria com Maria João Lopo de Carvalho)
- 7x11 - Histórias do futebol (2011, Gailivro, ilustrações de Inês do Carmo)~
- Memória de Elefante (2011, Babel, coleção «Fábulas a 3 mãos», em coautoria com Rita Vilela e Maria Teresa Maia Gonzalez e ilustrações de Cristina Malaquias)
- O Tubarão Vegetariano (2011, Babel, coleção «Fábulas a 3 mãos», em coautoria com Rita Vilela e Maria Teresa Maia Gonzalez e ilustrações de Cristina Malaquias)
- Uma Questão de Azul-escuro (2011, Gailivro, ilustrações de Sandra Serra; editado no Brasil pela LeYa, 2013)
- Miguel Contra-ataca (2011, Oficina do Livro, em coautoria com Maria João Lopo de Carvalho)
- Mónica, Uma Montanha de Emoções (2011, Oficina do Livro, em coautoria com Maria João Lopo de Carvalho)
- Mariana e Manuel, Numa Curva do Caminho (2011, Oficina do Livro, em coautoria com Maria João Lopo de Carvalho)
- Conjunto Singular (2012, Estampa)
- Margarida Muda de Escola (2011, Oficina do Livro, em coautoria com Maria João Lopo de Carvalho)
- Família Machado, Uma Equipa Fantástica (2012, Oficina do Livro, em coautoria com Maria João Lopo de Carvalho)
- E Agora, Rafa? (2012, Oficina do Livro, em coautoria com Maria João Lopo de Carvalho)
- Sozinhos em Casa (2013, Oficina do Livro, em coautoria com Maria João Lopo de Carvalho)
- A Madalena e Eu (2013, Oficina do Livro, em coautoria com Maria João Lopo de Carvalho)
- Mónica e Mariana, irmãs e rivais? (2014, Oficina do Livro, em coautoria com Maria João Lopo de Carvalho)
- Margarida em Apuros (2014, Oficina do Livro, em coautoria com Maria João Lopo de Carvalho)

### Ficção para crianças
- Histórias de Papel e Lápis (2000, Vega, ilustrações de Abraão Tavares)
- «Um Nome, Um Sentido» (2004, Texto Editora, conto inserido na coletânea Contos de um Mundo com Esperança, uma iniciativa da Amnistia Internacional nas Comemorações dos Direitos da Criança)
- Coisas Pequenas (Vega, 2004, ilustrações de Richard Câmara)
- Uma Prenda Muito Especial (2004, Editorial Presença, ilustrações de Manuela Bacelar)
- Chamo-me Frik e já Tenho Dono (2005, Editorial Presença, ilustrações de Carla Nazareth
- O Primeiro Natal do Frik (2005, Editorial Presença, ilustrações de Carla Nazareth)
- A Festa da Passagem de Ano (2006, Editorial Presença, ilustrações de Carla Nazareth)
- Um Dia na Praia (2006, Editorial Presença, ilustrações de Carla Nazareth)

Conto «A visita misteriosa» na coletânea As Histórias do Bicas (2006, Federação Portuguesa de Desporto para Deficientes)
- Era Uma Vez um Sonho (2007, Edição da Câmara Municipal do Cacém por ocasião das comemorações do aniversário da Biblioteca Manuel da Fonseca; ilustrações de Gabriela Semedo)
- Rafaela (2007, Editorial Presença, com ilustrações de Inês do Carmo)
- O Escaravelho (2009, Ogilvy – Ajuda de Berço, com ilustrações de Carla Nazareth)
- Uma Cegonha em Apuros (2009, Gailivro, ilustrações de Carla Nazareth)
- Chamem-lhes Nomes! (2009, Texto Editora, coleção «Gramofone», ilustrações de Afonso Cruz)
- O Domínio do Dominó e Outras Histórias (2010, Texto Editora,  coleção «Gramofone», ilustrações de Afonso Cruz)
- Desarrumar (2010, Gailivro, coleção «Brincar com...», ilustrações de Inês do Carmo)
- Falha de Cálculo (2010, Gailivro, coleção «Brincar com...», ilustrações de Inês do Carmo)
- As Melhores Canções para Crescer (2010, Oficina do Livro; é autora de um caderno de atividades no livro; ilustrações de Miguel Gabriel)
- Conversa de Elefantes (2011, Everest, ilustrações de Richard Câmara)
- Os Baltazar (2013, Nós na Linha, ilustrações de Miguel Gabriel. Livro de Natal Sonae)
- Tinóquio (2013, Zero a Oito, Coleçcão Histórias Nada Tradicionais, ilustrações de Célia Fernandes)
- Branca e os Sete Pirilampos (2013, Zero a Oito, Coleçcão Histórias Nada Tradicionais, ilustrações de Célia Fernandes)
- Formiguela (2014, Zero a Oito, Coleçcão Histórias Nada Tradicionais, ilustrações de Célia Fernandes)
- Rua do Silêncio (2018, Zero a Oito, Coleçcão Na Minha Rua, ilustrações de Carla Nazareth)

### Textos para teatro (adultos)
- Texto do musical O Navio dos Rebeldes (2002, Teatro da Trindade, sobre a Crise Académica de 62. Encenação de Claudio Hochman; música de César Viana; letras de José Fanha)
- Texto do musical António, Bispo do Porto (2006, Teatro Seiva Trupe. Encenação de Júlio Cardoso; música de Carlos Azevedo)
- A Filha Rebelde (Teatro Nacional D. Maria II, baseado no livro do mesmo nome de J. P. Castanheira e V. Cruz. Encenação de Helena Pimenta, tendo igualmente sido representada em Espanha, no Teatro de Madrid, e no Porto, no FITEI, 2007)

### Obras de teatro (crianças)
- Falha de Cálculo (2000, Teatro da Trindade, Comemorações do Ano Mundial da Matemática. Encenação de Bruno Schiappa. Em cena até 2010, com reposições no Teatro da Trindade e no Seiva Trupe, algumas com encenação de Carlos António)
- Problema, Qual problema?! (2000, Teatro da Trindade, Comemorações do Ano Mundial da Matemática. Encenação de Bruno Schiappa)
- Hipotnozes (2001, Teatro da Trindade. Encenação de Bruno Schiappa)
- Desarrumar (2004, Teatro da Trindade. Encenação de Bruno Schiappa. Reposições no Teatro da Trindade e no Seiva Trupe, algumas com encenação de Carlos António)
- Saco de Histórias (2004, Bicateatro, escreveu as três histórias que deram origem ao espectáculo. Encenação de Maria João Miguel)
- A Grande Fantasia de Natal (2006, Teatro da Trindade e Centro Cultural de Belém, guião do espetáculo escrito para o Museu das Crianças)
- Quando os Bichos se Reúnem (2007, 1.ª versão; O Reencontro dos Bichos, 2ª versão para o Bicateatro; 2009, Street Garden, 3.ª versão. Adaptação de duas fábulas de La Fontaine)
- Casa Europa (2009, Instituto Jacques Delors e Nós na Linha, escreveu texto da peça de teatro de animação)
- Fantástica Matemática (2010, para Carlos Martins da Fonseca, encenado no Museu das Crianças, escreveu a peça)
- Matemática, Para Quê?! (2011, para o Bicateatro, escreveu a peça)

### Obras de teatro para crianças (adaptações)
- Viagem Interplanetária (2000, Companhia de Teatro de Aveiro, adaptação da peça O Homem que Via Passar as Estrelas, de Luís Mourão)
- Adaptação do conto Quebra-Nozes, de E.T. Hoffmann para a versão concerto (2005, para a Orquestra Metropolitana de Lisboa)

### Livros de Canções
- Histórias de Cantar (2005, Juventude Musical Portuguesa, ilustrações de Carla Nazareth e orquestrações de Francisco Cardoso)
- O Segredo da Floresta (2011, Genius y Meios, ilustrações de Carla Nazareth e orquestrações de Francisco Cardoso)
- Voar? Vamos a isto! (2014, Genius y Meios, ilustrações de Carla Nazareth e orquestrações de Francisco Cardoso – para TAP – Air Portugal)

### Livros de Treino Mental
- Altamente (2015, Edicare, ilustrações de Joana Jesus)
- O Tal Não Diário (2017, Edicare, ilustrações de Diana Jorge Trigo)

### Espetáculos musicais para crianças
- Colher de Pauta (1998, Centro Cultural de Belém. Texto do espetáculo musical dirigido por Madalena Wallenstein, em cena em março/abril no Festival dos 100 Dias; reposição em janeiro/fevereiro de 1999 no ACARTE, Fundação Calouste Gulbenkian)
- CantaStórias (2010, para Genius y Meios. Texto, letra e música; orquestrações de Francisco Cardoso)
- O Segredo da Floresta (2012, para Genius y Meios. Texto, letra e música; orquestrações de Francisco Cardoso)
- De Cor e Salteado (2014, para Genius y Meios. Texto, letra e música; orquestrações de Francisco Cardoso)

### Livros de Escrita Criativa
- Jogging para Escribas (1998, Fenda, Aula do Risco - Escrita Criativa, em parceria com Cláudia Novais, Luís Oliveira Martins, Paula Santos e Paulo Hasse Paixão)
- Quero Ser Escritor (2007, Oficina do Livro, em coautoria com Elsa Serra)
- Escrita em Dia (2012, Clube do Autor)
- Desafios em 77 Palavras (2017, Edicare)
- Razões para Escrever (2019, Nós na Linha)

### Publicações em jornais e revistas
- «A Vingança, Histórias da Música» (1999, revista Arte Musical n.º 14 . Disponível para download aqui)
- «Dois contos à procura de livro» (2002, dezembro, revista O Escritor, n.º 18/19/20, Associação Portuguesa de Escritores)
- «Conversas» (2006, peça de teatro na revista Cenas, public. cultural, n.º7 – disponível para download aqui)
- «A Inquieta» (2006, novembro-dezembro, reedição de um conto do livro Histórias de Papel e Lápis, revista Psicologia Actual – disponível para download aqui)
- Suplemento de Educação, Jornal de Letras, Artes e Ideias (Mensalmente desde outubro de 2012)
- «Fazendo de conta que é Natal» (Natal de 2014, revista Somos Livros, Bertrand – disponível para download aqui)

### Para cinema
- À Cautela (2000, sitcom para os IV Encontros de Teatro, Formação e Lazer do Teatro da Trindade)
- Uma Pedra Sobre o Rio (2000, adaptação do romance com o mesmo título, nunca produzida)

## Ligações Externas
- Sítio de Margarida Fonseca Santos
- Blogue Histórias em 77 Palavras
- Página de Facebook de Margarida Fonseca Santos
- Blogue de Margarida Fonseca Santos
- Escola Superior de Música de Lisboa
- Faculdade de Ciências Sociais e Humanas da Universidade Católica
- Restart
- EC.ON Escrita Criativa Online
- Plano Nacional de Leitura
- Associação Portuguesa de Escritores